# Dynastes hyllus
Dynastes hyllus là một loài bọ cánh cứng phân bố từ México đến Guatemala, ấu trùng đã được tìm thấy liên hệ với thân cây Persea americana.

## Hình ảnh

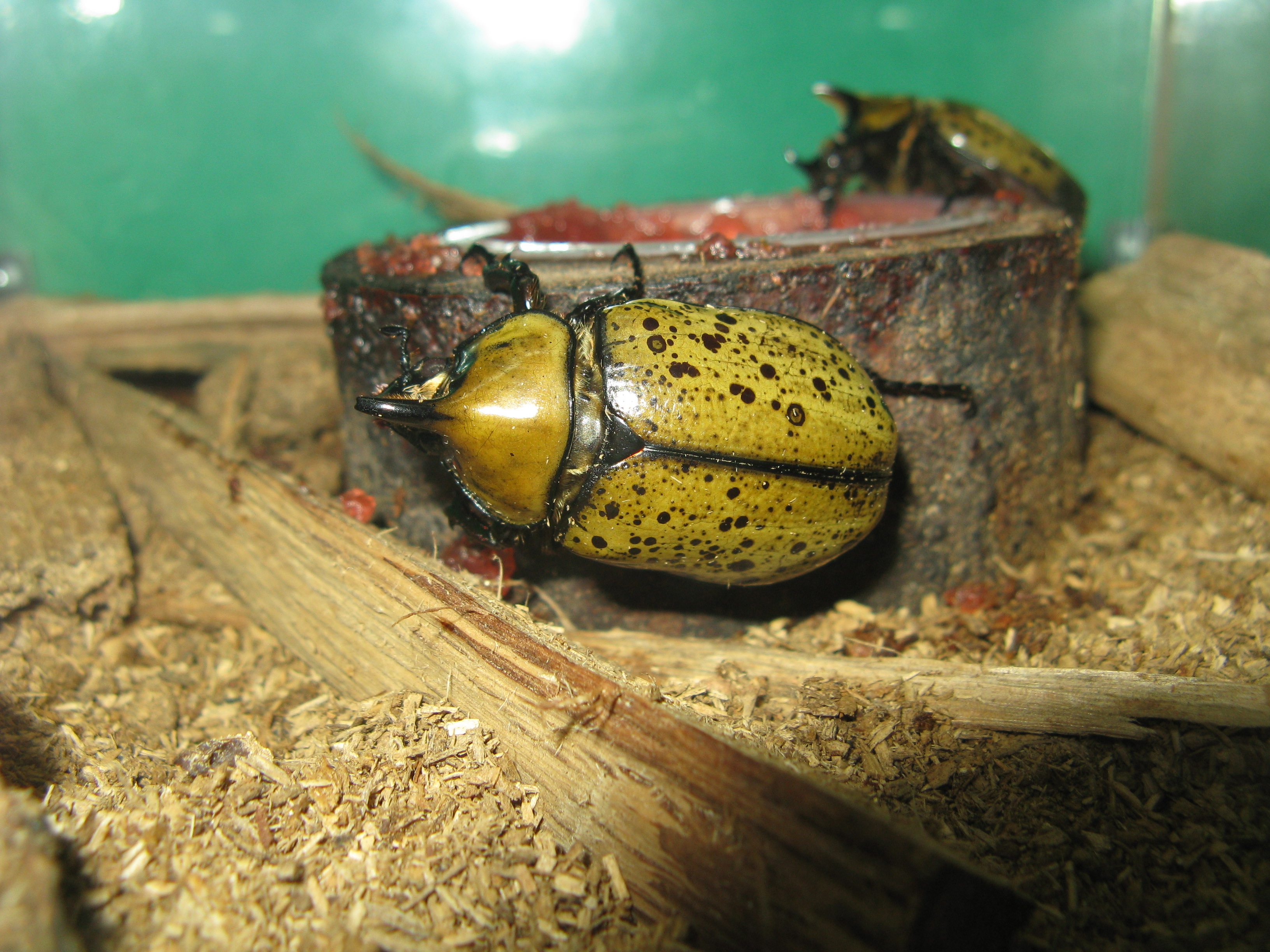